# Rodoald
Rodoald († 653) war in den Jahren 652 bis 653 König der Langobarden.

## Leben
Rodoald war Sohn und Nachfolger von König Rothari und dessen erster Frau.
Nach Rotharis Tod im Jahr 652 folgte ihm Rodoald als König. Er sei nach einer Herrschaft von nur fünf Monaten und sieben Tagen von einem Langobarden getötet worden, während er dessen Frau vergewaltigt habe, wie Paulus Diaconus berichtet („dum uxorem cuiusdam Langobardi stuprasset“ (Historia Langobardorum IV, 48)). 
Auf ihn folgte Aripert I. als König.
Die Überlieferung, dass er seine Stiefmutter Gundeperga geheiratet habe, wird allgemein als ebenso falsch angesehen wie die Angabe einer Regierungszeit von fünf Jahren bei Paulus Diaconus.